# Linpack
LINPACK — программная библиотека, написанная на языке Фортран, которая содержит набор подпрограмм для анализа и решения плотных систем линейных алгебраических уравнений. 

## История
LINPACK была разработана в Аргоннской национальной лаборатории Джеком Донгаррой, Джимом Банчем (Jim Bunch), Кливом Молером, и Гильбертом Стюартом (Gilbert Stewart) для работы на суперкомпьютерах, которые использовались в 1970-х — начале 1980-х годов. Активно использует интерфейс BLAS для обработки матриц и векторов.
В настоящее время LINPACK заменена другой библиотекой — LAPACK, которая работает более эффективно на современных компьютерах.
Существуют версии библиотеки для чисел с плавающей запятой с разной точностью и для комплексных чисел. Появилась также реализация библиотеки, написанная на Си.
Также под названием LINPACK часто понимают тесты производительности LINPACK  (решение плотной СЛАУ методом LU-декомпозиции). Изначально тест был опубликован в приложении "B" к документации библиотеки и предназначался для грубой экстраполяции времени работы библиотеки. Существуют варианты теста: linpack100 (матрица 100 на 100; 1977 год), linpack1000 (матрица увеличена до 1000 элементов в каждом измерении, 1986 год), linpack parallel (1000 элементов, параллельная обработка) и HPL (High-performance Linpack, произвольные размеры, первые версии выпущены в 1991—1993 годах) — популярный тест производительности, предназначенный для оценки производительности параллельных вычислительных систем и созданный на базе некоторых функций из библиотеки LINPACK.
Список 500 самых быстрых компьютеров в мире TOP500 составляется по результатам теста HPL. По правилам TOP500 используется HPL на больших размерах, в качестве формата элементов возможно использование только 64-разрядного представления дробных чисел IEEE, не допускается применение метода Штрассена или более коротких форматов плавающих чисел.